# Les Dunes (Algérie)

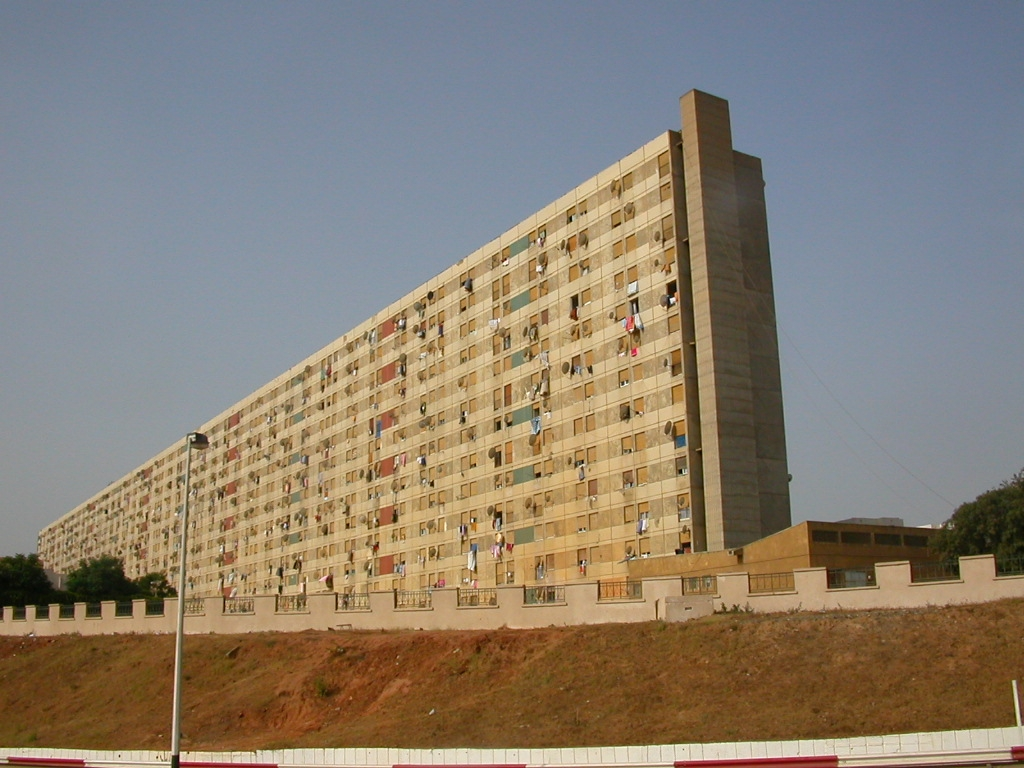
Bâtiment des Dunes

Les Dunes est un quartier comprenant deux bâtiments gigantesques situé à l'est d'Alger dans la commune de Mohammadia, Daïra de dar el beïda
Le quartier est formé de deux bâtiments : le bâtiment A, des cages 1 à 14 et le bâtiment B, des cages 15 à 36. Ils ont une hauteur de 11 à 13 étages (du fait du terrain en pente). Ce qui donne en tout environ 840 appartements de type F2 à F5.

## Histoire
Construits pendant la période française, le bâtiment A s'est effondré. Il a été reconstruit après le bâtiment B, ce qui leur donna les surnoms de nouveau bâtiment pour le A (batima jdida en algérien) et d'ancien bâtiment pour le B (batima qdima).

## Vie du quartier
Une mosquée (Masdjid el-najah) avec un centre de formation des imams [Dar el Imam] se trouve dans ce quartier (près du bâtiment A), ainsi que deux écoles primaires, un centre culturel (maison de la jeunesse).
Côté commerce, l'alimentation s'achète surtout chez les petits commerçants et chez les vendeurs ambulants. On trouve aussi le magasin « Le Printemps » pour les vêtements.
Il y a aussi un petit jardin pour enfants entre les deux bâtiments.